# Strage di Novara
La strage di partigiani a Novara del 24 ottobre 1944 è stata una strage fascista compiuta dal reparto speciale della polizia novarese (detta la squadraccia) comandato dal tenente di P. S. Vincenzo Martino e dal questore Emilio Pasqualy. Sette partigiani detenuti nelle carceri del castello visconteo-sforzesco vengono prelevati e massacrati. Si tratta di Giovanni Bellandi, Ludovico Bertona e Aldo Fizzotti, uccisi nell’attuale piazza Martiri, di fronte al castello; Vittorio Aina, Mario Campagnoli, Emilio Lavizzari e Giuseppe Piccini trasportati in piazza Cavour, nei pressi della stazione ferroviaria, e lì uccisi.

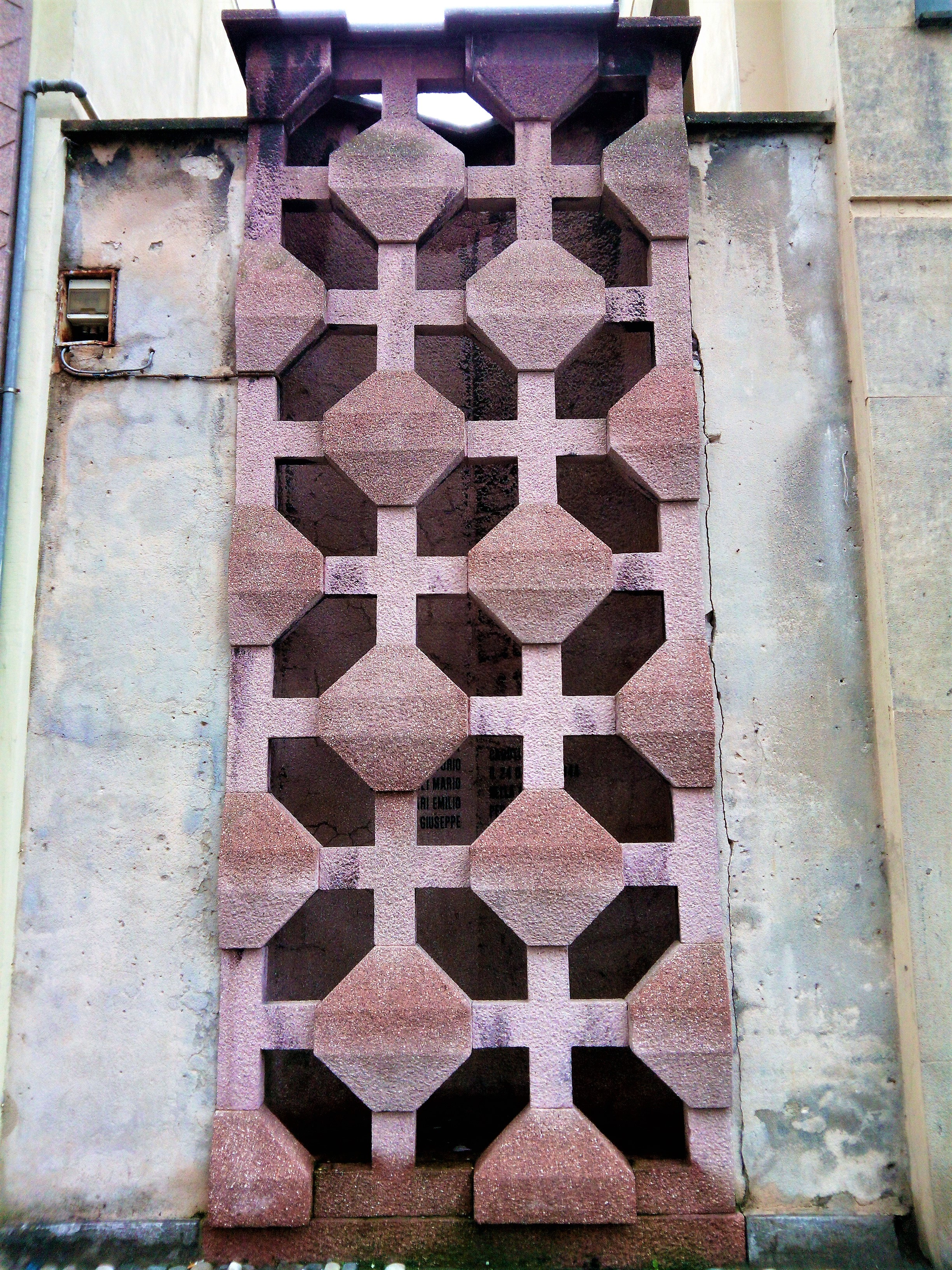
Sacello di piazza Cavour

## Novara dopo l’armistizio
Dopo l'8 settembre 1943, anche a Novara arrivano i primi reparti tedeschi. Il 12 settembre sono in città i militari del primo battaglione SS appartenente al secondo Reggimento della Divisione corazzata Leibstandarte Adolf Hitler che, con il loro comandante Hans Röhwer, risalgono la provincia e sono responsabili della strage degli ebrei sul Lago Maggiore. A Novara si insedia invece la 19^ Pionierkompanie, che appartiene sempre al secondo Reggimento della Leibstandarte e che arriva da Chivasso. Il suo comandante Rudolf Schlott ottiene senza difficoltà il controllo sulle armi e sui soldati italiani: il generale Sorrentino, capo del Presidio militare cittadino, decide di collaborare con i tedeschi nonostante i pressanti inviti alla resistenza giunti dai gruppi antifascisti locali.
A causa della presenza tedesca sul territorio si forma il nuovo partito fascista repubblicano e sono ricostituite le organizzazioni fasciste che, dopo la nascita della Repubblica sociale italiana, svolgeranno un ruolo amministrativo e politico con i nazisti. A Novara dall’ottobre 1943 iniziano le sostituzioni alla Prefettura e alla Questura con uomini fedeli alla Rsi. Si succedono alla guida della Provincia Tuninetti, Barbera, Vezzalini e Zuccherini, mentre in Questura si avvicendano Abrate, Pasqualy e Minervini. E’ alle dipendenze della Questura che la cosiddetta squadraccia, istituita nel giugno del 1944 e comandata da Vincenzo Martino per combattere i partigiani della zona, diventa tragicamente nota per le azioni violente e sanguinarie. 
Dopo l’8 settembre prosegue in clandestinità anche l’opera di riorganizzazione dei partiti antifascisti che già il 21 settembre costituiscono ad Arona un raggruppamento provinciale del Comitato di Liberazione Nazionale. Parallelamente si formano i primi nuclei militari partigiani che in città sono inizialmente piccole strutture (Squadre e Gruppi di azione partigiana) con compiti di spionaggio e sabotaggio, ma che col tempo diventano vere e proprie brigate collegate ai gruppi politici di orientamento. Della brigata Matteotti (poi chiamata Campagnoli) di orientamento socialista, fanno parte anche Vittorio Aina, Mario Campagnoli e Giuseppe Piccini, mentre è di orientamento cattolico la divisione Rabellotti, nata proprio nell’autunno del 1944 e che vede tra le sue file anche Ludovico Bertona, Aldo Fizzotti ed Emilio Lavizzari. Giovanni Bellandi, il settimo tra gli uccisi il 24 ottobre, è invece un partigiano “garibaldino” della divisione Redi (operante nell’Ossola) che, ferito durante un combattimento in montagna, era stato catturato e incarcerato a Novara. 
In città nascono anche un gruppo vicino al partito d’azione (in memoria di Giulio Biglieri, novarese d’adozione, fucilato a Torino il 5 aprile 1944) e uno comunista (diventerà poi la brigata Dellavecchia, in memoria di Romano Dellavecchia ucciso a Borgoticino il 25 marzo 1945). Un ruolo di primo piano nel coordinamento tra i vari gruppi (di pianura e di montagna) viene svolto dal primario di pediatria dell’Ospedale di Novara, Piero Fornara (arrestato e picchiato a sua volta il 27 ottobre 1944 dagli uomini della squadraccia) futuro prefetto nella città liberata e uno dei novaresi eletti all’Assemblea Costituente.

## La strage

### La vicenda di Castelletto di Momo
Il 24 ottobre 1944 Vincenzo Martino, a capo della “squadraccia”, durante un’operazione antipartigiana a Castelletto di Momo, s'imbatte negli uomini di Alessandro Boca (Taras, comandante della brigata Pizio Greta) e di Nello Sartoris (Andrej, comandante della brigata Volante azzurra). I fascisti hanno la peggio: sei uomini vengono uccisi e lo stesso Martino è ferito.
Il capo della squadraccia, tornato a Novara, prepara la vendetta: con il questore Emilio Pasqualy prende Mario Soldà, già arrestato e torturato il giorno precedente, e lo porta a Castelletto di Momo, sul luogo dello scontro. Qui lo fa impiccare assieme ad altri tre partigiani detenuti a Borgomanero (Giovanni Erbetta, Pietro Protasoni e il georgiano Sicor Tateladze), mentre i fascisti minacciano il parroco e bruciano le case del paese accusando la popolazione di proteggere i partigiani.

### Novara, il pomeriggio del 24 ottobre
Nel pomeriggio dello stesso 24 ottobre Vincenzo Martino con i suoi uomini e il questore rientrano a Novara e decidono di completare la vendetta per la sconfitta di Castelletto di Momo. Si recano presso il Castello, sede delle carceri, intenzionati a prelevare e a uccidere alcuni partigiani in attesa di giudizio, ma sia il direttore delle carceri sia il procuratore si rifiutano di concedere l’autorizzazione, ottenuta solo dal viceprocuratore Davì che firma però soltanto per Ludovico Bertona e Aldo Fizzotti. I poliziotti tuttavia portano fuori dalle carceri anche Giovanni Bellandi, nonostante sia ferito e i tre partigiani vengono subito uccisi in Piazza Francesco Crispi.
Verso sera Martino, Pasqualy e la “squadraccia” tornano al Castello, prelevano altri quattro partigiani prigionieri e si dirigono verso Piazza Cavour, dove Vittorio Aina, Mario Campagnoli, Emilio Lavizzari e Giuseppe Piccini vengono giustiziati di fronte alla birreria Menabrea. È una sera piovosa e nella piazza è stato impedito il passaggio. Terminata l’esecuzione il questore Pasqualy ordina che i corpi dei partigiani vengano lasciati in piazza, come già aveva fatto per i tre uomini uccisi in piazza Crispi. Tuttavia durante la notte qualcuno copre i cadaveri di piazza Cavour con una bandiera italiana che ora è conservata presso il locale Istituto storico della Resistenza.
Solo il giorno dopo la signora Rina Musso, che aveva seguito tutti gli avvenimenti del pomeriggio riesce a ottenere che i morti vengano tolti dalle strade e abbiano una degna sepoltura. 

### Le vittime
Giovanni Bellandi nasce il 1º ottobre 1926 a Formigara (CR), figlio di Giovanni Battista. Risiede a Pernate, che allora era una frazione di Novara. Partigiano garibaldino,  combatte in Ossola nella X brigata Rocco che appartiene alla II Divisione Redi. Nell'autunno del 1944 Bellandi si trova nelle carceri del castello di Novara, catturato in seguito a un combattimento in montagna durante il quale era rimasto gravemente ferito al ventre. Viene fucilato per rappresaglia nel pomeriggio del 24 ottobre 1944 in Piazza Crispi (oggi Piazza Martiri della Libertà).

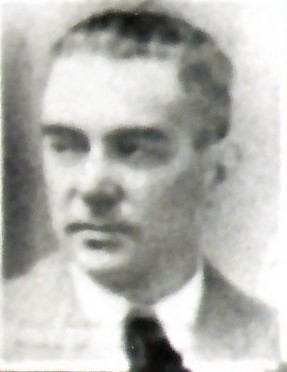
Ludovico Bertona

Ludovico Bertona, detto "Vico", nasce e vive a Novara. Di mestiere fa l’ottico, ma diventa anche presidente dell'Istituto Dominioni, l'orfanotrofio maschile della città. È tra i primi organizzatori della resistenza in città. Viene arrestato e incarcerato a Novara con l'accusa di aver rubato armi alla industria C.A.N.S.A. di Cameri per darle ai partigiani e di aver finanziato atti di sabotaggio a danno dei reparti fascisti e nazisti. E’ fucilato per rappresaglia nel pomeriggio del 24 ottobre 1944 in Piazza Crispi (oggi Piazza Martiri della Libertà).
Aldo Fizzotti, figlio di Giuseppe, nasce il 7 novembre 1920 a Pernate (Novara) dove risiede. Dopo l’armistizio aderisce ai primi movimenti di resistenza al fascismo che si formano a Novara, assieme ad altri novaresi come Ludovico Bertona, Vittorio Luoni e Carlo Zorzoli. Le riunioni operative si tengono nel retro della farmacia dello Zorzoli e portano alla diffusione di volantini di propaganda antifascista nelle fabbriche e nelle scuole e alla raccolta di materiale utile ai partigiani presenti in montagna. Arrestato e incarcerato a Novara nell’autunno del 1944, Fizzotti viene ucciso per rappresaglia il 24 ottobre 1944 in Piazza Crispi (oggi Piazza Martiri della Libertà).

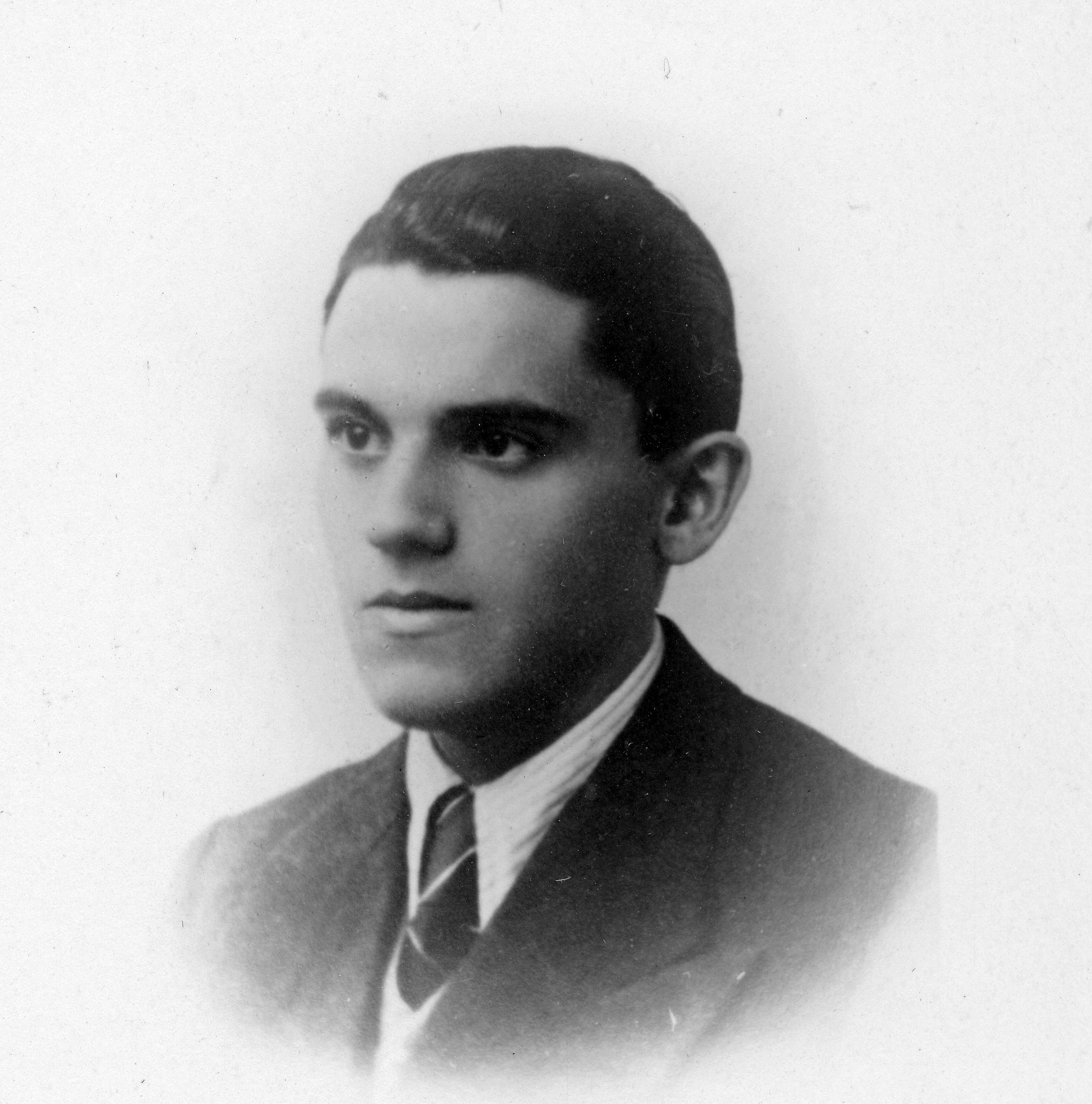
Vittorio Aina

Vittorio Aina nasce il 3 (o il 31) agosto 1921 a Biandrate (NO), figlio di Pietro e Maria Proverbio. Dopo l'8 settembre 1943 entra nella squadra di azione partigiana del rione di Porta Mortara, che poi diventerà la brigata Matteotti, di orientamento socialista. È l’unica squadra che in città ha compiuto azioni di disarmo dei nazifascisti già nel 1944, fornendo armi per i partigiani. Collaboravano con il gruppo anche alcuni infiltrati nella milizia ferroviaria e nella Guardia nazionale repubblicana. Arrestato nella notte del 20 settembre 1944, Aina è accusato di aver contribuito alla costituzione del gruppo partigiano di Porta Mortara e di aver nascosto armi nella fornace di cui era direttore. Viene fucilato la sera del 24 ottobre 1944 per rappresaglia in Piazza Cavour.
Mario Campagnoli nasce a Novara il 29 ottobre 1923 (o il 22 giugno 1925), figlio di Mario e Maria Natalina Rizzi. Fa l’impiegato presso l’officina meccanica di precisione dello zio e, dopo l’armistizio, è tra i primi a organizzare, insieme a Vittorio Aina, la squadra partigiana di Porta Mortara. È tra i protagonisti dell'assalto alla caserma Perrone il 9 settembre 1943, quando il suo gruppo riesce a prendere armi e munizioni per i reparti partigiani. Arrestato alla stazione di Novara il 20 settembre 1944, Campagnoli viene fucilato la sera del 24 ottobre dello stesso anno per rappresaglia in Piazza Cavour. In seguito la brigata Matteotti è diventata brigata Campagnoli e a lui è stata riconosciuta postuma la medaglia d'argento al valore militare.
Emilio Lavizzari, figlio di Ettore e Lucia Ganaghin, nasce a Milano il 4 novembre 1917. È un sottotenente del Comando militare della polizia ferroviaria presso la stazione di Novara e dopo l’armistizio collabora con i gruppi partigiani novaresi. Per questo viene catturato e incarcerato nell'autunno del 1944, accusato di tradimento per aver fornito armi ai partigiani e di essere in contatto con la squadra di Porta Mortara e con la brigata Rabellotti. Lavizzari viene fucilato la sera del 24 ottobre 1944 per rappresaglia in Piazza Cavour.
Giuseppe Piccini nasce a Novara il 23 giugno 1926 (o il 22 aprile 1926) da Pietro e Maria Adorno. E’ allievo nella milizia ferroviaria di Novara e, dopo l’armistizio, collabora con i partigiani di Porta Mortara ai quali fa arrivare le armi. A metà settembre 1944 Piccini viene arrestato durante uno scambio di armi a Novara, nei pressi della piscina comunale. Portato nelle carceri del castello, è fucilato la sera del 24 ottobre 1944 per rappresaglia in Piazza Cavour.

## In memoria

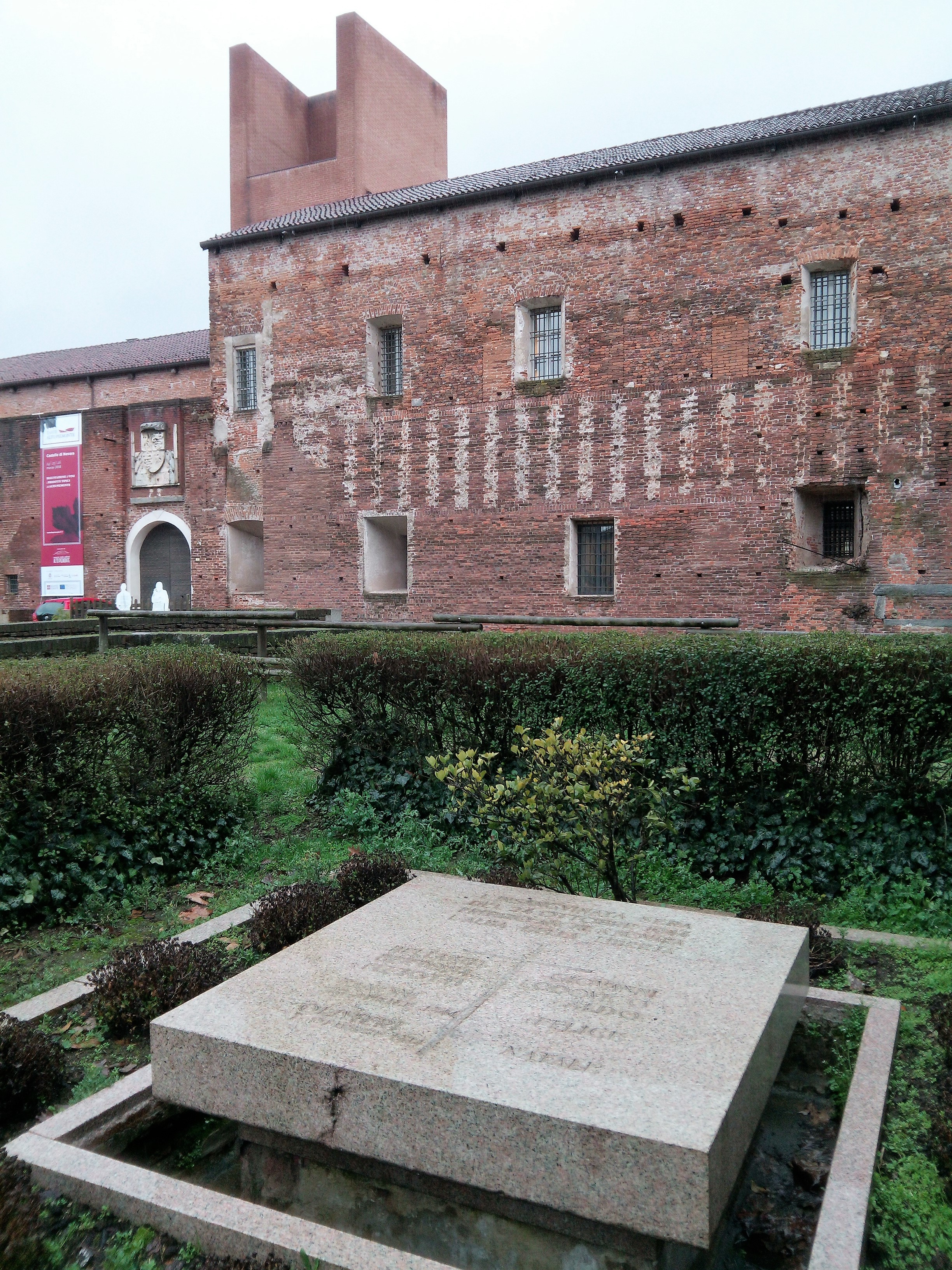
Lapide di piazza Martiri di fronte al castello

### Cippi e lapidi
Per ricordare i partigiani fucilati per rappresaglia dai militi fascisti il 24 ottobre del 1944 sono oggi visibili un sacello in Piazza Cavour ed una lapide in Piazza Martiri Partigiani. 
La cittadinanza di Novara aveva individuato nelle zone teatro degli episodi più tragici le sedi adatte per la celebrazione della memoria. Quindi il 24 ottobre del 1945, un anno dopo i fatti, il Comune inaugura due cippi provvisori in piazza Martiri e in piazza Cavour. Il Comune nel 1946 ipotizza anche la costruzione di un obelisco, da posizionare in piazza Duomo, a ricordo di tutti i caduti per la libertà, ma tale progetto non verrà mai realizzato.

I due cippi, deterioratisi nel frattempo, sono stati sottoposti a restauro nel 1949 e nel 1951 e quindi definitivamente sostituiti. Quello in Piazza Cavour, in seguito alla risistemazione dell’edificio adiacente, nel marzo 1955, è stato spostato temporaneamente nel giardino della nuova costruzione. Il 25 aprile del 1957 è stato poi trasformato nel sacello oggi visibile e contenente la lapide muraria, opera dello studio di architettura Vittorio Gregotti, Ludovico Meneghetti e Giotto Stoppino.

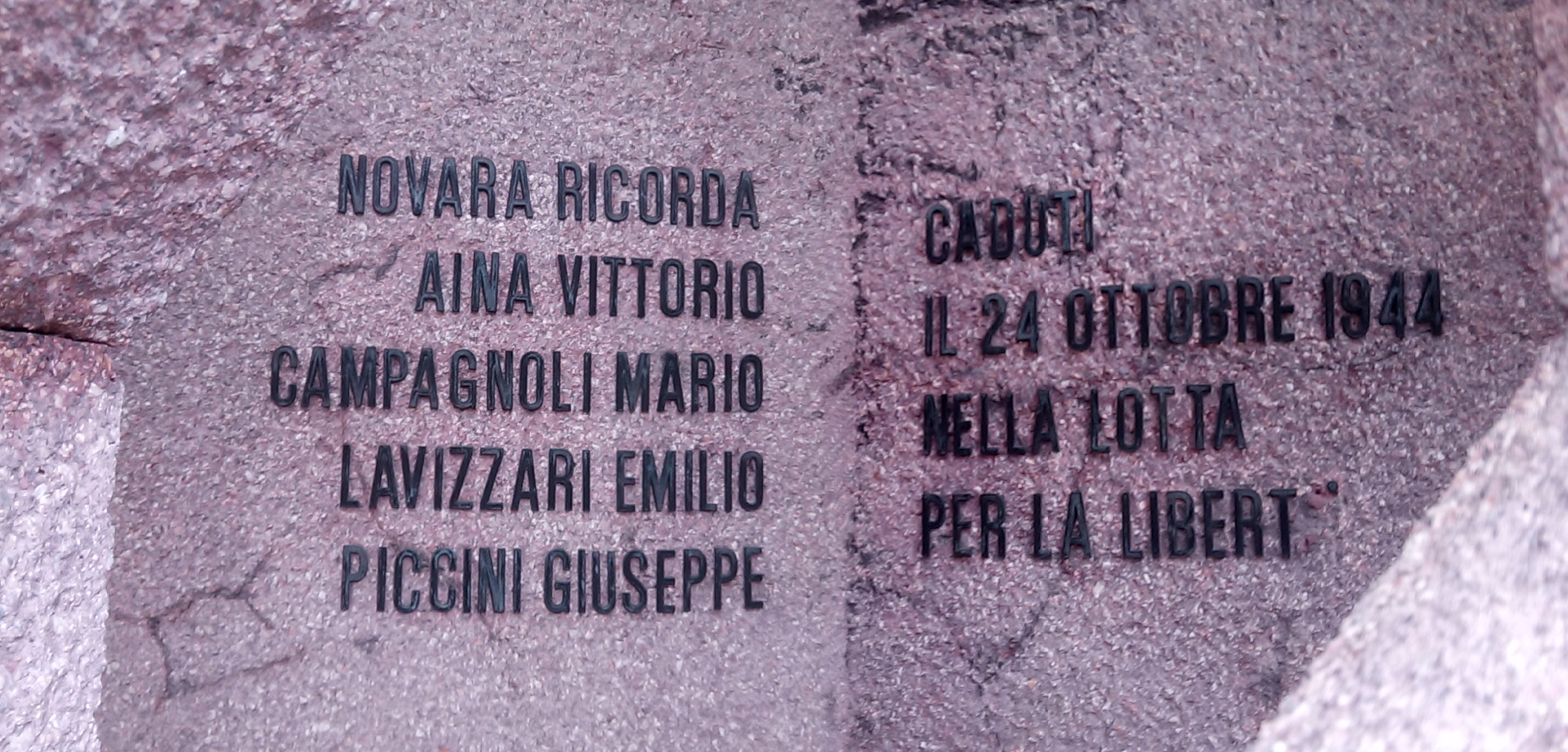
Lapide muraria all'interno del sacello di piazza Cavour

Sulla lapide di Piazza Martiri compaiono anche i nomi di Felice Zanoni e di Natale Olivieri. Del primo non si conosce esattamente l'identità: si tratta probabilmente di Felice Zanon, o Zanone, di Omegna, partigiano della Divisione Beltrami, ucciso a Novara il 28 aprile del 1944. Olivieri è invece un carabiniere, medaglia d'argento al valor militare. Tornato a casa a Biandrate, paese vicino a Novara, dopo l'8 settembre 1943, entra in contatto con i partigiani della Brigata Osella. Il 17 ottobre è catturato dai fascisti durante uno scontro a San Pietro Mosezzo. Portato al Castello, viene ucciso in piazza, prima di entrare nelle carceri, dagli uomini della questura cittadina. Dal 1991 la caserma dei carabinieri di Biandrate porta il suo nome.

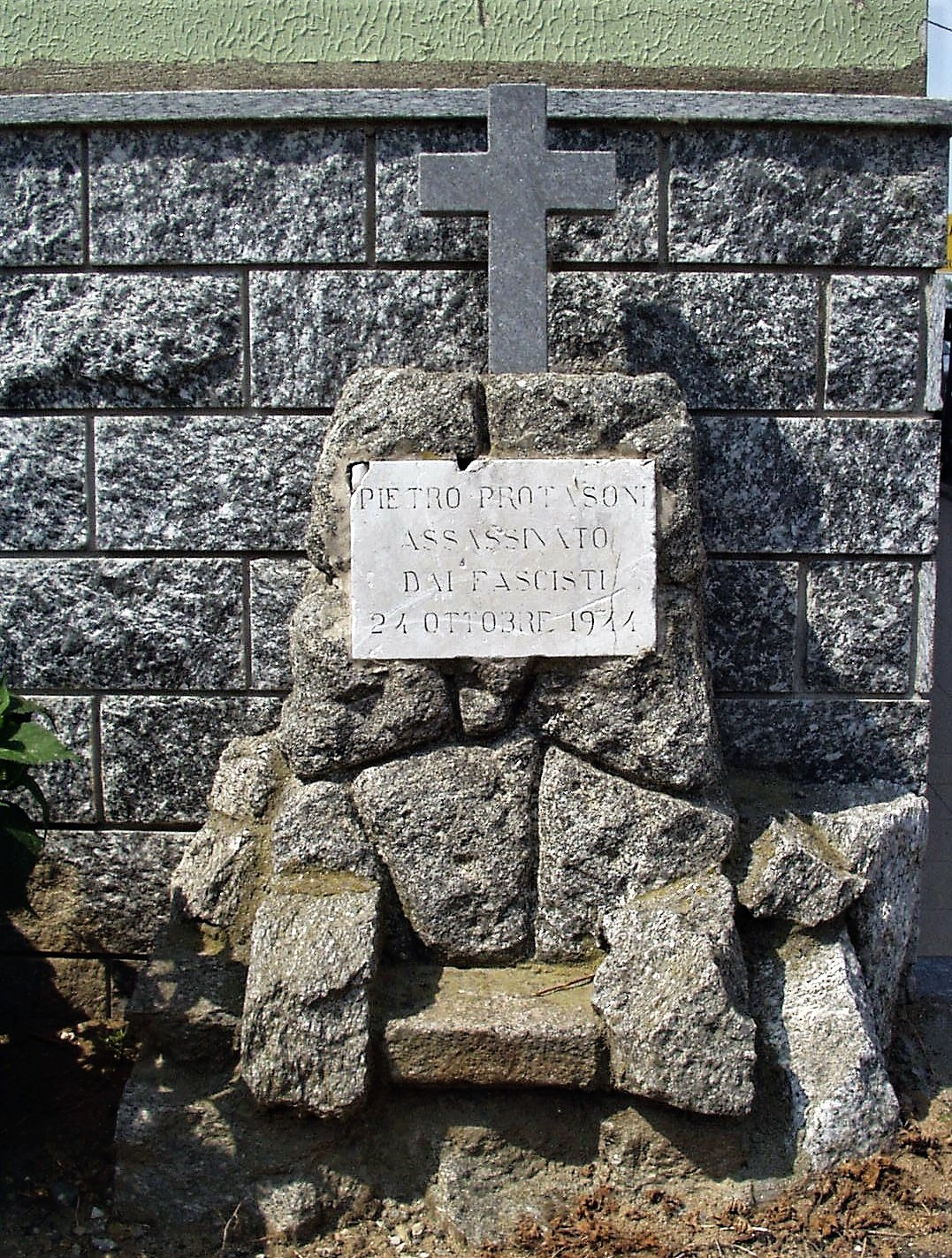
cippo dedicato a Protasoni

Anche i fatti di Castelletto di Momo sono ricordati con tre cippi che si incontrano sulla strada provinciale che collega Momo con Oleggio, paesi situati a nord di Novara.
Partendo da Momo, dopo qualche chilometro, si trova sulla sinistra l'ingresso per Castelletto e sulla destra, addossato ad un edificio, il cippo che ricorda il partigiano Pietro Protasoni. Dopo Castelletto, superato il torrente Terdoppio di qualche decina di metri, sul lato sinistro della strada c'è il cippo dedicato al partigiano georgiano Sicor Tateladze. Poco più avanti, sempre in direzione Oleggio e sempre sulla sinistra, si trova il cippo dedicato ai partigiani Mario Soldà e Giovanni Erbetta.

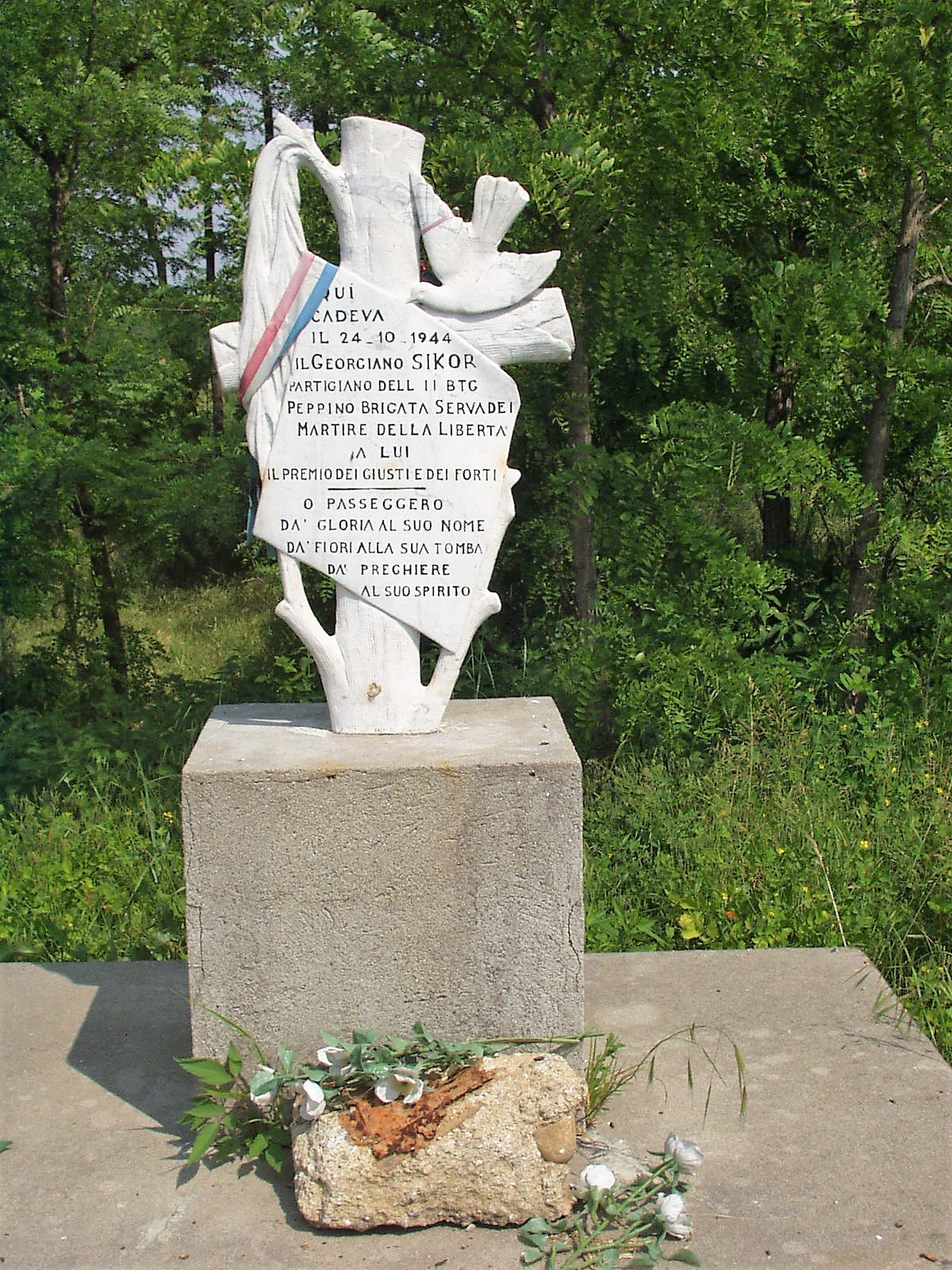
cippo per il partigiano georgiano Sicor

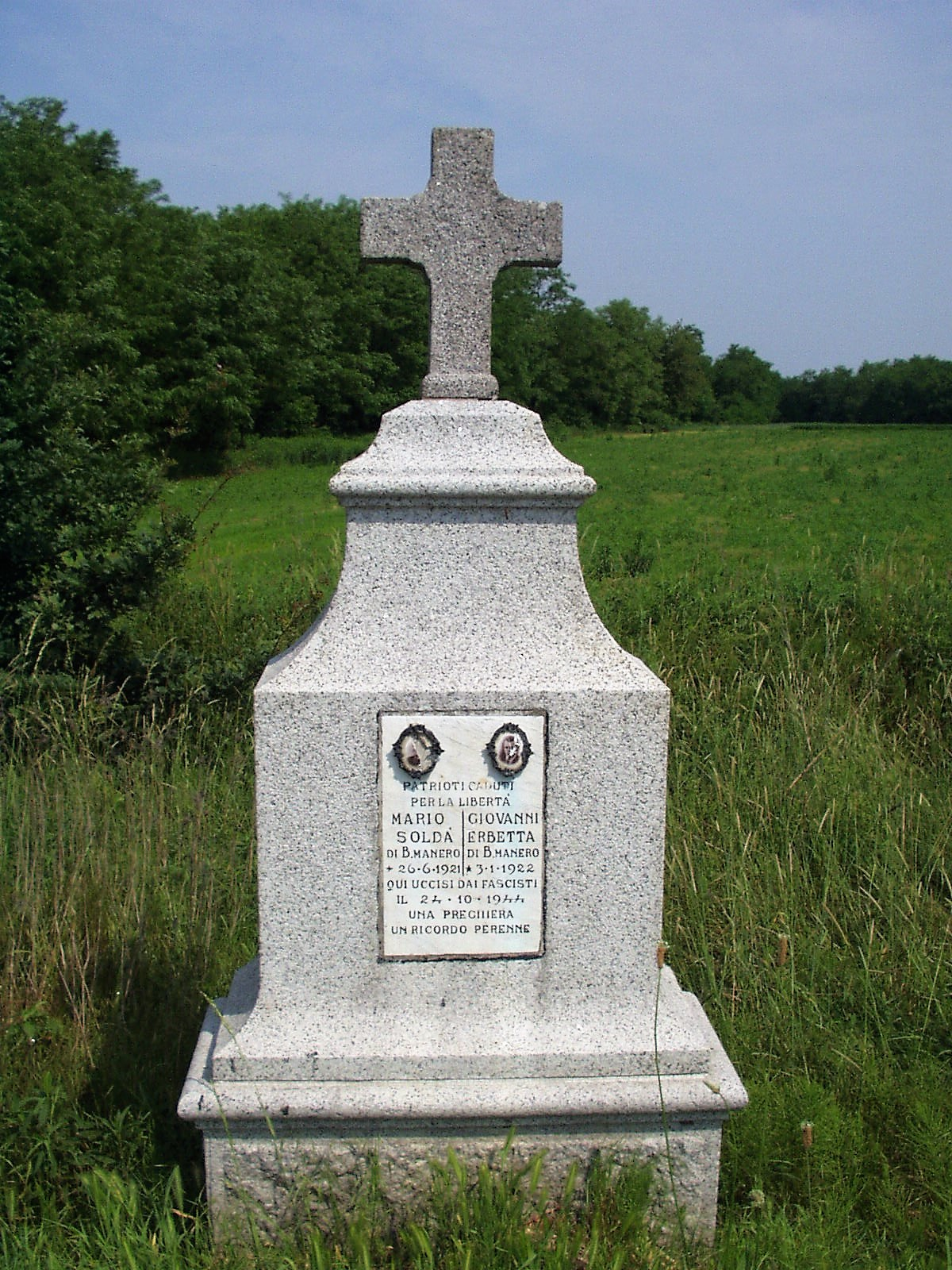
cippo per Mario Soldà e Giovanni Erbetta

### Le vie di Novara dedicate ai sette partigiani
Via Ludovico Bertona - Via Mario Campagnoli
La vie sono state istituite dalla giunta municipale con delibera n. 942 del 12 dicembre 1945. Si trovano entrambe nel quartiere di San Martino e sono rispettivamente una traversa e una parallela di via Marconi.
Via Aldo Fizzotti - Via Emilio Lavizzari - Via Giuseppe Piccini - Via Giovanni Bellandi
Le vie dedicate ai quattro partigiani si trovano nel quartiere di Veveri. Sono state così intitolate in seguito a delibera del Consiglio comunale n. 460 del 31 luglio 1979.
Via Vittorio Aina
La via intitolata ad Aina è stata designata dalla commissione per la toponomastica il 19 Settembre 1960. Si trova nel quartiere di Porta Mortara ed è una parallela di Viale Giulio Cesare.